# پرچم پلی‌نزی فرانسه
پرچم پلی‌نزی فرانسه (به فرانسوی: drapeau de la Polynésie française) پرچم مدنی و دولتی کشور فرانسه در خارج از کشور، پلی‌نزی فرانسه است که در سال ۱۹۸۴ به تصویب رسید. طبق مواد تصویب، پرچم پلی‌نزی فرانسه باید با سه رنگ فرانسه نمایش داده شود و ممکن است با پرچم‌های مجمع‌الجزایر نیز نمایش داده شود. پرچم پلی‌نزی فرانسه باید در سمت چپِ پرچم فرانسه و پرچم مجمع الجزایر در سمت راستِ آن نمایش داده شود.

## پرچم‌های مجمع الجزایر جزء
- پرچم جزایر آسترل
- پرچم جزایر گامبیر
- پرچم جزایر مارکیز
- پرچم جزایر بادپناه
- پرچم ورزشی جزایر بادپناه
- پرچم مجمع‌الجزایر توآموتو

### پرچم‌های مجمع الجزایر انجمن

#### جزایر بادپناه
- پرچم بورا بورا
- پرچم رایاتئا
- پرچم هواهین

#### جزایر بادگیر
- پرچم تاهیتی
- پرچم Moorea-Maiao

### پرچم‌های مجمع الجزایر توآموتو
- پرچم هائو
- پرچم ماکاته ئا
- پرچم رِآو پوکاروا

### پرچم‌های مجمع الجزایرآسترل
- پرچم راپا ایتی
- پرچمریماتارا
- پرچم روروتو
- پرچم توبوای
- پرچم Raivavae